# Parafia Wprowadzenia Matki Bożej do Świątyni w Paryżu
Parafia Wprowadzenia Matki Bożej do Świątyni – jedna z parafii prawosławnych w Paryżu. Należy do dekanatu paryskiego południowo-zachodniego Arcybiskupstwa Zachodnioeuropejskich Parafii Tradycji Rosyjskiej  Patriarchatu Moskiewskiego.
Nabożeństwa w parafii odbywają się w języku cerkiewnosłowiańskim, obowiązuje kalendarz juliański.